# 青春甘辛煮
『青春甘辛煮』（せいしゅんあまからに）は、碓井尻尾による日本の4コマ漫画作品。『まんがライフMOMO』（竹書房）にて2009年4月号より2015年4月号まで連載、また2015年6月号にはショートストーリ形式の番外編『青春甘辛煮サンダーボルト』が掲載された。単行本は、同社の『バンブー・コミックス』より全4巻が刊行中。
女子高生剣道少女、沖田若葉と彼女の入った剣道部の個性あふれる面々と過ごす日常を舞台とした作品。学園漫画であると同時に剣道漫画でもある。

## 登場人物
登場人物の名字は新選組や幕末、剣豪に関するものなどから取られている。

### くるぶし高校剣道部
沖田たちが所属している。沖田が入学する前に部室の改装工事があったが、その時に温泉が湧いたために顧問の意向で温泉部になってしまい、廃部になりかけた経緯がある。その後、新しい部室を作ることになったものの、そこでも化石が発掘されるなど、活動再開までにかなり時間がかかっている。
沖田若葉（おきた わかば）
主人公。高校1年生。身長153cm、体重44kg、おうし座。ポニーテールヘアーの、明るく熱血で向こう見ずな剣道少女。教師や先輩など目上の人間に対しては「っス」と体育会系の言葉遣いで話すが、友人の藤堂に対しては普通の口調で話す。
中学時代の先輩である近藤と土方を追ってくるぶし高校に入学。色々ありながら学園生活を送っている。胸はAカップ（土方からはマイナスCカップと言われたことがある）。
剣道の腕はそれなりにあるが、学力は芳しくない。くるぶし高校入学も近藤と土方からは受かるとは思われていなかった模様。名前のモチーフは沖田総司。
近藤
高校2年生。沖田の中学時代の先輩。筋骨隆々で豪放磊落な性格。
豪快で声が大きく、声の大きさで対戦相手が気絶したほど。沖田や土方とは同じ道場に通っていた間柄。実家はお寺。名前のモチーフは近藤勇。
土方
高校2年生。沖田の中学時代の先輩。嫌味でサディスティックで血の気が多いが、沖田や近藤などの奇行への突っ込み役でもある。
中学時代は2年の途中から転校してきており、荒れていた所を剣道を始めたことがきっかけで更生した経緯あり。また、初心者だった頃に年下ながら経験者だった沖田にコテンパンにのされた事を未だに根に持っている。
剣道の実力はある方だが、サディスティックな性質が災いして反則負けを貰うことが多いらしい。名前のモチーフは土方歳三。
芹沢みちる
高校3年生。剣道部主将。美人だが性格はかなり横暴。馬を飼っており、登下校の際にも馬に乗って通学している。愛馬の名前は「竹千代」。
連載当初は剣道の腕前を見せる機会がほとんどなかったが、聖しらたき女学院との練習試合では連載で出番がなかった鬱憤を晴らすかのように先鋒であっさり5人抜きをして見せた。実家は剣道道場。名前のモチーフは芹沢鴨。
新見
高校3年生。剣道部副主将。芹沢や小梅とは同じ道場に通っていた間柄。
元々は面長の普通の外見だったが、小梅の家の畑のナスの呪いにかかってしまい、ナスのような髪型、顔立ちになってしまった。
剣道の腕前はあると思われるが、ナスのような形になった為に面がかぶれずに不戦敗になるなど不遇である。名前のモチーフは新見錦。
前川小梅
高校3年生。芹沢や新見とは幼馴染。
非常に天然で緩慢。一度は剣道部に入部したものの、道着など着るのに時間がかかる為に退部。しかし練習試合に際し復帰している。名前のモチーフは芹沢鴨の愛人お梅。
永倉
高校2年生。明るい性格だが、単純で思慮に欠けるところがある。また学力も壊滅的。
元は野球部志望だったが、近藤と仲良くなって剣道部にそのまま入ってしまう。一度は野球部に転部するも復帰。それでも野球部の朝練に参加したこともある。野球でのポジションは捕手。土方とはあまり仲が良くない。名前のモチーフは永倉新八。
原田理沙
高校2年生。元・野球部で、中学の頃から永倉と一緒にバッテリーを組んでいた。
男子に見えるが、実は女子。永倉とは幼馴染の間柄。その容姿から女子扱いされないこともある。永倉に対して恋心を抱いているものの、当の本人には気付かれていない。名前のモチーフは原田左之助。
斉藤
高校1年生。まどろみ中学時代は全国大会出場の経験あり。男子では一番の実力者と目されている。
剣道部に入部しようとするも、廃部状態であったことなど絡んでなかなか入部に踏み切れなかったが、色々あって入部することとなる。
普段は温厚で謙虚な性格だが、剣道の事に関しては自信家であり、試合の時は人が変わったように激しい試合運びをする。名前のモチーフは斎藤一。
藤堂
高校1年生。入学式当日に沖田と出会い、友人となる。人が良く、面倒見も良い。
当初は剣道部員ではなかったが、沖田に強引に誘われて剣道部に入部した。剣道経験者で中学の頃に剣道をやっていたが、高校入学時には離れており、ブランクがあった。名前のモチーフは藤堂平助。
松平
剣道部顧問で、沖田のクラスの担任でもある女性教諭。巨乳。
大雑把で放任主義的な所があり、また大の温泉好きで、何事も温泉に結び付けて結論付ける癖がある。名前のモチーフは松平容保。
清河
剣道部コーチ。聖しらたき女学院の剣道部顧問だったがさまざまな不祥事（女子部員から食事代を借りたまま返さないなど）でクビになりくるぶし高校近くで腹を空かせて倒れていたところを沖田らに拾われる。このことから沖田や土方からは忠犬ハチ公にちなみ「ハチ」と呼ばれている。
剣道の腕前はかなりのもので斎藤や高杉（兄）でも太刀打ちできない。松平（その巨乳）に惚れていて普段はスケベ心丸出しだが、松平から温泉旅行に誘われた時は思わず断ってしまった。名前のモチーフは清河八郎。

### 他校の関係者

#### どんぐり高校
くるぶし高校と練習試合をした学校。非常にまじめで明るく礼儀正しい。
宮本
主将。丸刈りで爽やかな少年。
佐々木
副主将。三つ編みの少女。
村雨
どんぐり高校の顧問。助平な初老の男性教諭。斉藤の事を知っている。

#### はるさめ高校
くるぶし校の道場が台風の被害で使えなくなった際に温泉付合宿所で合同合宿を行った強豪校。
高杉彩
全国大会出場経験のある実力者で合宿では沖田を秒殺。物静かで両親や教師や兄の言うことに従順。剣道も言われるがままにやっていたが近藤に「好きでもないのに続ける意味はない」と諭されしばらく剣道を離れた結果「自分は剣道が好きだ」と改めて実感。この件がきっかけで近藤にほのかな恋心を抱き兄経由で告白するが「彼女がいる」と言われ失恋。名前のモチーフは高杉晋作。
高杉（兄）
妹同様全国大会出場経験のある実力者だが女子を見ると見境なく口説くのが欠点だったが、不良に絡まれていた山南を助けたことがきっかけで山南一人にターゲットを絞った。
妹を溺愛しており、妹が近藤に恋した際は衰弱しきって姿が薄くなっていたが妹の気持ちを汲んで代わりに思いを伝えた。
吉田
はるさめ高校剣道部主将。芹沢とは同じ中学で3年間下僕だった。名前のモチーフは吉田松陰。
桂
はるさめ高校剣道部顧問。髪形が怪しく高杉（兄）には「ヅラ先生」と呼ばれている。名前のモチーフは桂小五郎。

#### 聖しらたき女学院
男子禁制のお嬢様学校。
山南
沖田･近藤たちと同じ中学出身。剣道の実力はかなりのものだがグイグイ来るタイプの生粋のドM（中学時代ケンカで血まみれになった近藤と土方の姿を見て覚醒した）であり、SMチックな行為をされるのはもちろん見るだけで興奮する。土方とは何かにつけて反目しケンカばかりしているが内心では自らのドMを満たしてくれる存在として強い関心を持っている。名前のモチーフは山南敬助。
松井
近藤の彼女で近藤からは「ツネちん」と呼ばれている。沖田･近藤たちと同じ中学出身だがつき合い始めたのは中学を卒業してから。中2の時委員長を務めていた際に転校してきた土方に校内を案内するよう担任に指示されるが、土方の殺気オーラ出しまくりの姿に独りでは怖くてできなかったため近藤に手伝ってもらったのが仲良くなるきっかけであった。胸はDカップ。名前のモチーフは松井つね（近藤勇の妻）。
竹やぶ
聖しらたき女学院の生徒指導の教師。男女交際禁止の校風に則り女子生徒が他校の男子生徒と接しないように常にメガネの奥の目を光らせている。

#### たそがれ高校
野球の強豪校。
千里
たそがれ高校野球部マネージャー。永倉･原田と同じ中学出身で中学時代も野球部のマネージャーであった。中学時代は色白セミロングの「小さくて可愛くて明るくてまじめで気が強いわりに泣き虫で男子からモテモテ（原田評）」だったが高校ではショートカットで日焼けした姿になっている。中学時代永倉に告白するも断られる。

#### その他
土方の姉
大学生で合コン好き。合コンにはウィッグと勝負下着で臨むが酒癖の悪さからたいてい失敗する。
大学進学で独り暮らしを始めた際に地元でとんでもなく荒れていた弟の土方を引き取るが、沖田や近藤の影響で真面目になった土方を周りから自分の功績と言われて困惑している。

## 単行本
- 碓井尻尾『青春甘辛煮』 竹書房〈バンブー・コミックス〉、全4巻
  1. 2011年4月9日初版発行（2011年3月26日発売）、ISBN 978-4-8124-7530-0
  2. 2012年9月10日初版発行（2012年8月27日発売）、ISBN 978-4-8124-7969-8
  3. 2014年3月10日初版発行（2014年2月24日発売）、ISBN 978-4-8124-8522-4
  4. 2015年5月11日初版発行（2014年4月27日発売）、ISBN 978-4-8019-5236-2